# Клаус Ебнер
Клаус Ебнер (нім. Klaus Ebner, *8 серпня 1964, Відень, Австрія) — австрійський письменник (поет, прозаїк, есеїст) та каталонський поет. У 1990-ті роки видавав книги та статті про комп'ютерне програмне забезпечення. Перша колекція коротких оповідань була надрукована 2007 року. Того самого року Клаус Ебнер отримав літературну нагороду Wiener Werkstattpreis. Автор мешкає та працює у Відні. Член австрійської асоціації письменників.

## Нагороди
- 2008 Arbeitsstipendium, нагорода австрійського уряду[2].
- 2007 Wiener Werkstattpreis 2007, Відень
- 2007 Reisestipendium, нагорода австрійського уряду
- 2007 Menzione Premio Internazionale di Poesia Носсіде, Реджо-Калабрія
- 2005 Нагорода поезії Feldkircher Lyrikpreis (4)
- 2004 La Catalana de Lletres 2004 (антологія поезій), Барселона
- 1988 Erster Österreichischer Jugendpreis за роман Nils
- 1984 Hörspielpreis TEXTE (3)

## Книги
- Vermells; поезії каталанською — SetzeVents Editorial, Urús 2009. ISBN 978-8492555109
- Hominide; оповідання — FZA Verlag, Відень 2008. ISBN 978-3950229974
- Auf der Kippe, проза — Arovell Verlag, Гозау, 2008. ISBN 978-3902547675
- Lose, проза — Edition Nove, Некенмаркт 2007. ISBN 978-3852511979

## Твори в антологіях
- Träume; проза, у: Junge Literatur aus Österreich 85/86, Österreichischer Bundesverlag, Відень 1986, ISBN 3-215-06096-5
- Island; поезії, у: Vom Wort zum Buch, Edition Doppelpunkt, Відень 1997, ISBN 3-85273-056-2
- El perquè de tot plegat; поезії каталанською, у: La Catalana de Lletres 2004, Cossetània Edicions, Барселона 2005, ISBN 84-9791-098-2
- Das Begräbnis; повість, у: Kaleidoskop, Edition Atelier, Відень 2005, ISBN 3-902498-01-3
- Die Stadt und das Meer; есе, у: Reisenotizen, FAZ Verlag, Відень 2007, ISBN 978-3950229943